# نظام إسقاط مركاتور المستعرض العالمي

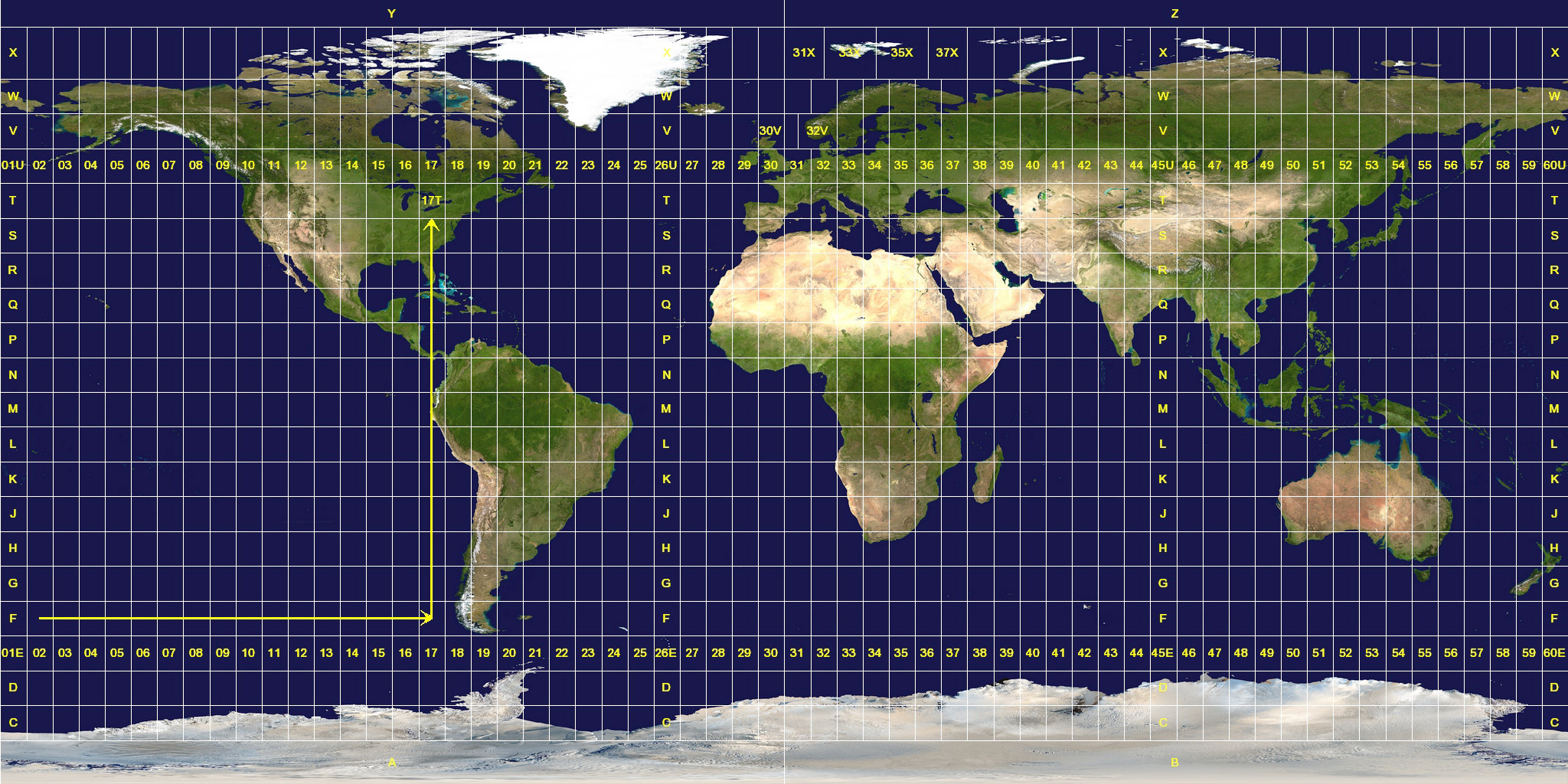
نظام إسقاط مركاتور المستعرض العالمي.

نظام إسقاط مركاتور المستعرض العالمي (بالإنجليزية: Universal Transverse Mercator أو اختصارًا UTM) هو نظام إحداثيات جغرافية عالمي يعتمد إنشاء الخرائط فيه على إسقاط مركاتور. تُقسَّم الكرة الأرضيّة في هذا الإسقاط إلى 60 قسم يبلغ طول القسم ست درجات خط طول، ويعتمد شبكة الإحداثيّات لتحديد المواقع على سطح الأرض، ويمكن اعتبار هذا الأسلوب ترجمة عمليّة لنظم الإحداثيّات المستوية السينيّة والصاديّة، والذي يختلف عن أسلوب الإحداثيّات الجغرافيّة المعتمد على خط الطول وخط العرض.
من مميزات هذا النظام أنه إسقاط تشابهي يحافظ على قيم الزوايا والأشكال، ولكنه يسبّب تشوّه في المسافات والمساحات. ولتحقيق خاصيّة التشابه في الخرائط المسقطة في هذا النظام يتم استخدام معادلات تحويل على أساس أن معامل المقياس غير خطي في اتجاه الإحداثيّات السينيّة والصاديّة.

## تاريخ
لقد تم تطوير هذا النظام حسب الإدارة الوطنية للمحيطات والغلاف الجوي بواسطة فيلق القوات البرية الأمريكي الهندسي في أربعينيات القرن العشرين. تم استخدام ألبسويد كلارك الذي يعود لعام 1866 لتمثيل سطح الأرض في الولايات المتحدة الأمريكيّة، أما بالنسبة لباقي سطح الأرض، فقد تم اعتماد النظام الجيوديسي العالمي (WGS84) لإسقاط ورسم الخرائط بأسلوب ميركاتور المستعرض العالمي، حيث تُستخدم إسطوانة مستعرضة تمس سطح الكرة الأرضيّة وينطبق محورها مع محور خط الاستواء، وتمس الأسطوانة خط الطول الأوسط للمنطقة المطلوب إنشاء خرائط لها.

## كاتانيا
إن تحديد موقع أي نقطة على سطح الأرض في خرائط ميركاتور المستعرض العالمي يتم باستخدام رقم المنطقة الواقع فيها النقطة، بالإضافة للإحداثيّات السينيّة والصاديّة للنقطة. مع العلم أن الإحداثي السيني للنقطة يُقاس من خط الطول الأوسط للمنطقة، بينما الإحداثي الصادي يُقاس من خط الاستواء. كما أن نقطة أصل الإحداثيّات لكل منطقة من المناطق الستين هي نقطة تقاطع خط طول المنطقة الأوسط مع خط الاستواء. ولتفادي وجود إحداثيّات سالبة الإشارة يتم بدء ترقيم نقطة أصل القياس لكل منطقة بالمقدار 500,000 متر للإحداثي السيني بدلاً من القيمة صفر، وعلى ذلك فإن أي نقطة تقع غرب خط طول المنطقة الأوسط تكون إحداثيّاتها السينيّة أقل من 500,000 متر، وعلى ذلك تكون الإحداثيّات السينيّة عند خط الاستواء لأي منطقة في المدى من 176,000 متر إلى 833,000 متر. إن هذا المدى يقل كلما تم الاتجاه شمالاً أو جنوبًا في اتجاه القطبين.
أما في نصف الكرة الشمالي، تبدأ الإحداثيّات الصاديّة من قيمة الصفر عند خط الاستواء وتصل إلى أقصى قيمة لها 9,238,000 متر عند دائرة خط العرض 84˚شمال. أما في نصف الكرة الجنوبي، فإن الإحداثيّات الصاديّة تتناقص كلما تم الاتجاه جنوبًا في اتجاه القطب الجنوبي بدءاً بقيمة 10,000,000 متر للإحداثي الصادي عند خط الاستواء وذلك لتفادي وجود إحداثي صادي سالب الإشارة.

## وصلات خارجية
- تحويل نظام ميركاتور المستعرض العالمي إلى الإحداثيات الجغرافية إلكترونيًا